# Basen
Basen är en bergskedja i Antarktis. Den ligger i Östantarktis. Norge gör anspråk på området.